# أنطونيو أرياس (لاعب كرة قدم)
أنطونيو أرياس (بالإسبانية: Antonio Arias Alvarenga)‏ هو حكم كرة قدم ومدرب كرة قدم ولاعب كرة قدم باراغواياني، ولد في 7 سبتمبر 1972 في بويرتو كاسادو في باراغواي.

## روابط خارجية
- أنطونيو أرياس على موقع قاعدة بيانات كرة القدم.إي يو (الإنجليزية)
- أنطونيو أرياس على موقع Soccerway.com (الإنجليزية)